# Gia tộc huyền bí
Gia tộc huyền bí (tiếng Anh: Beautiful Creatures) là một bộ phim lãng mạn kỳ ảo gothic dựa trên cuốn tiểu thuyết cùng tên của Kami Garcia và Margaret Stohl. Phim do Richard LaGravenese đạo diễn và viết kịch bản, có sự tham gia của Alden Ehrenreich, Alice Englert, Jeremy Irons, Emma Thompson, Viola Davis, Emmy Rossum, Thomas Mann và Eileen Atkins. Phim khởi chiếu tại Việt Nam ngày 14 tháng 2 năm 2013.